# Mojón leguario de El Portazgo
El Mojón leguario del Portazgo está situado en El Portazgo, parroquia de Olloniego, en el concejo asturiano de Oviedo (España).
Es una piedra rectangular de unos dos metros de altura situada al lado de la carretera con la inscripción en la faja superior de:

A OVIEDO 1 1/2 Leg.

que servía para indicar la distancia que restaba para llegar a la capital en la antigua carretera de Castilla.
- Datos: Q6020811